# Kąty Wrocławskie

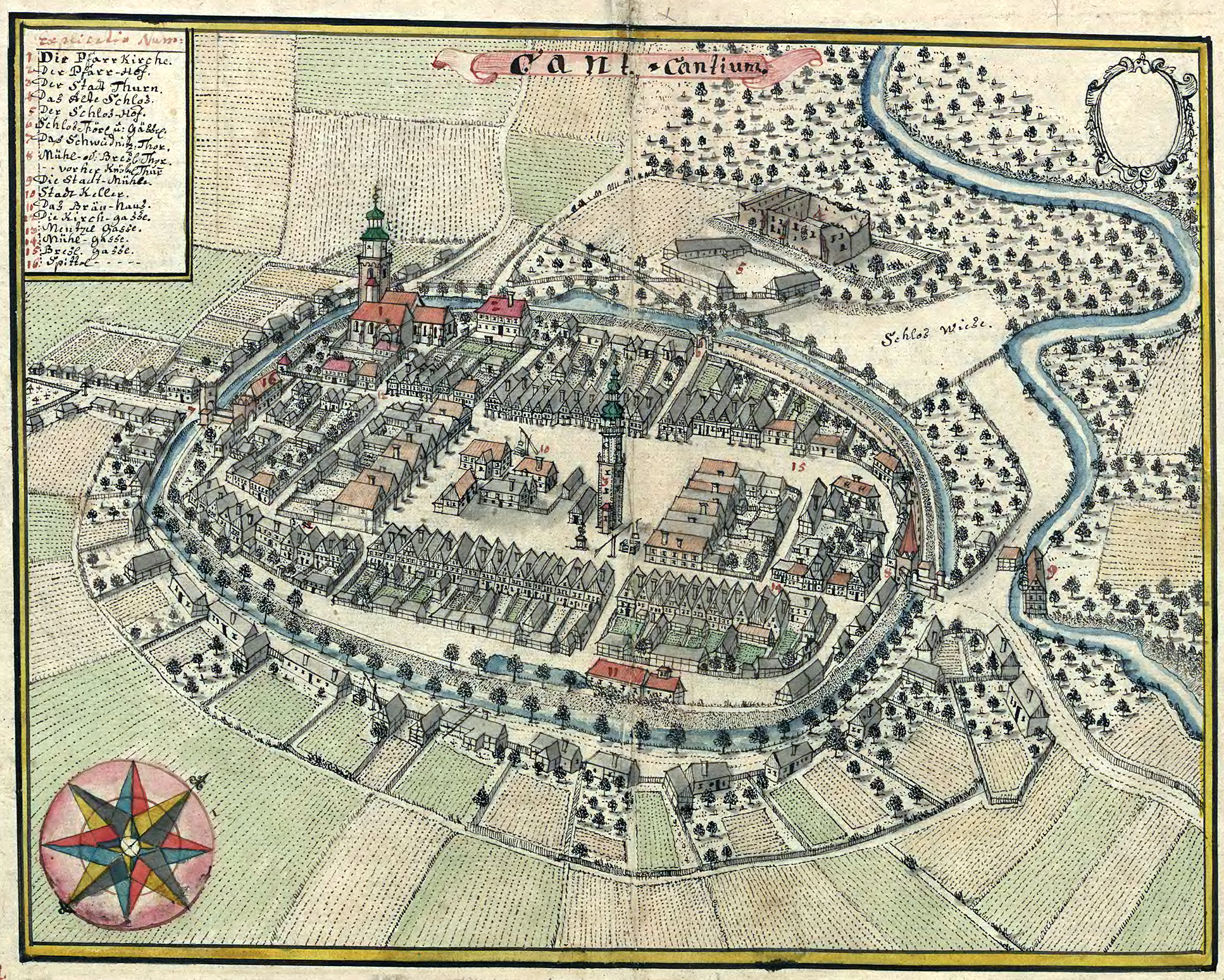
„Cant“ nach Friedrich Bernhard Werner mit 1624 ausgebranntem Schloss im Norden der Stadt und dem freistehende Rathausturm auf dem Ring

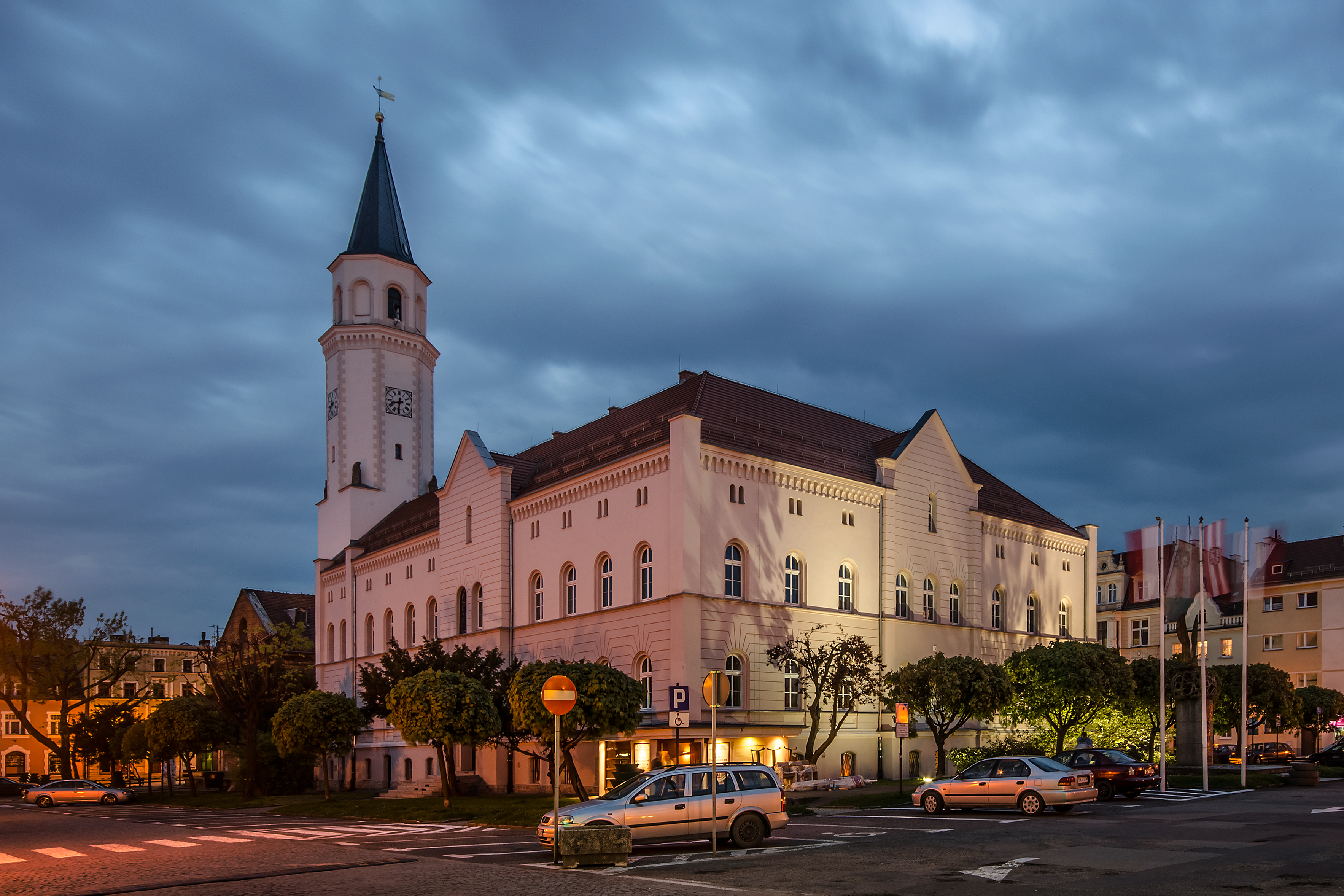
Kanther Rathaus

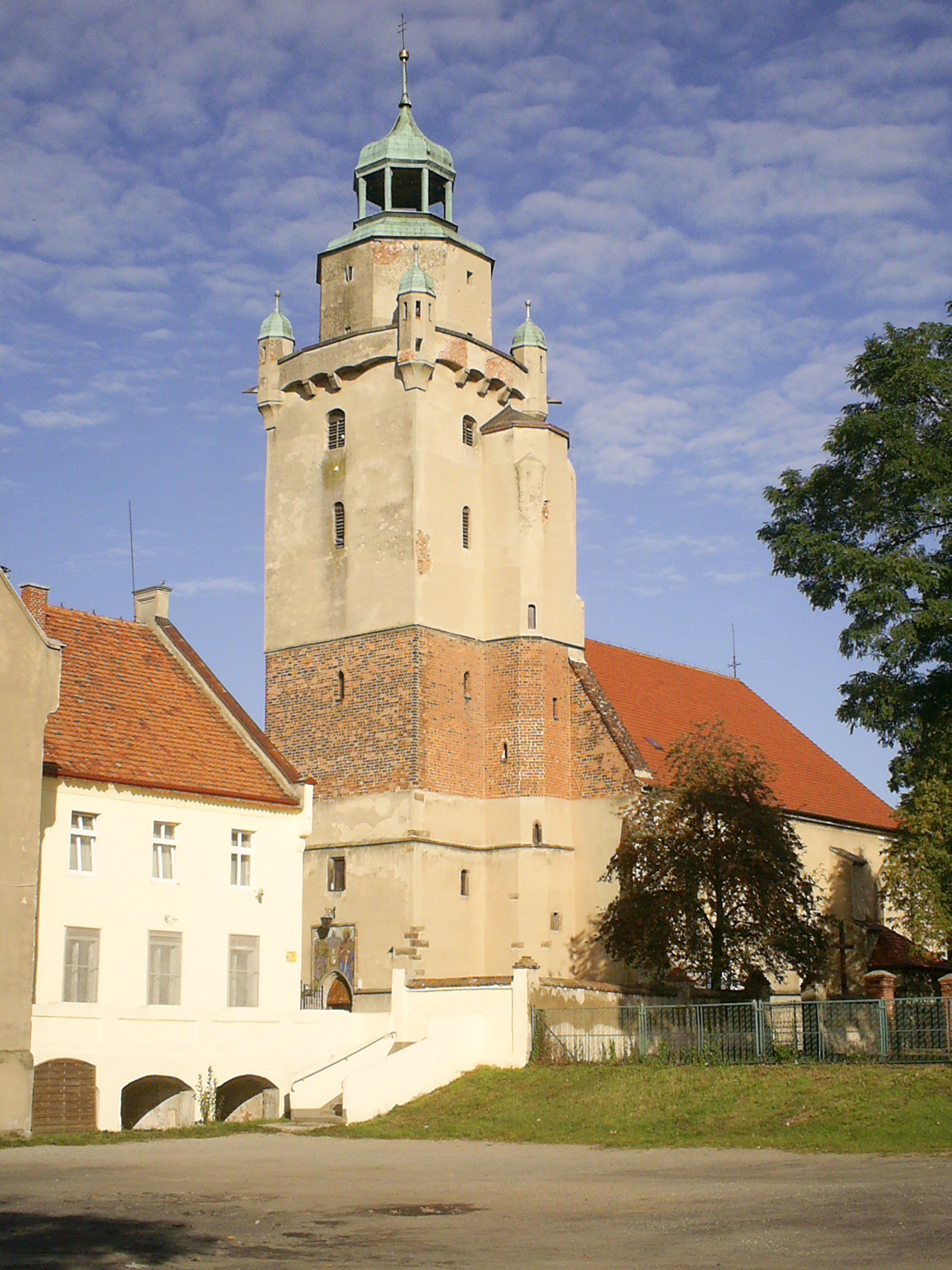
Stadtpfarrkirche St. Peter und Paul

Kąty Wrocławskie [ˈkɔntɨ vrɔtsˈwafskʲɛ] (deutsch Kanth; bis 1930 Canth) ist eine Stadt im Powiat Wrocławski der Woiwodschaft Niederschlesien in Polen. Sie ist zugleich Hauptort der Stadt- und Landgemeinde Kąty Wrocławskie.

## Geographie
Die Stadt liegt 24 Kilometer südwestlich von Breslau an der Autobahn A4. Sie wird von den Flüssen Weistritz und dem Striegauer Wasser (polnisch Strzegomka) umrahmt, die an dieser Stelle nur zwei Kilometer voneinander entfernt fließen. Geographisch gehört die Stadt zur Breslauer Ebene.

## Geschichte
Das Gebiet gehörte ursprünglich zum Herzogtum Breslau und fiel 1291 an Herzog Bolko I. von Schweidnitz-Jauer und Löwenberg. Er verlegte die vom Breslauer Herzog Heinrich III. vor 1254 gegründete Stadt Fürstenau wohl 1297/98 nach Kanth. Das ergibt sich daraus, dass Fürstenau 1297 noch als »civitas Furstenow« und 1298 bereits als »civitas antiqua« (= alte bzw. ehemalige Stadt) bezeichnet wurde. In diesem Jahr urkundete Herzog Bolko in »castro nostro Kanth« [„in unserer Burg Kanth“]. Diese Burg, die östlich der Stadt lag, wurde vermutlich gleichzeitig mit der Stadt gegründet. Schon bald stieg Kanth zum Hauptort der fruchtbaren Umgebung auf. Die nach Neumarkter Recht  gegründete Stadt ist erstmals für das Jahr 1302 urkundlich mit dem Erbvogt Gerhard belegt; im selben Jahr ist die an der Stadtmauer im Nordwesten der Stadt gelegene Kirche St. Peter und Paul mit einem Pfarrer nachweisbar. 1310 bestand eine Zollstation, und für das Jahr 1314 sind 24 Fleisch- und 20 Brotbänke belegt; 1334 ist eine Walkmühle der Tuchmacher nachweisbar. Vor 1340 besaß Kanth einen Jahrmarkt.
Mittelpunkt der Stadtanlage war von Anfang an der Ring, auf den rechtwinklig acht Straßen mündeten. Die Stadt war von einer Mauer umgeben, die nach 1428 von den Hussiten teilweise zerstört und 1587 vom Eigentümer erneuert wurde. In der Stadtmauer befanden sich das Schweidnitzer Tor, das Breslauer Tor und das Schlosstor mit dem Zugang zur Burg.
Nach dem Tod des Herzogs Bolko I., dessen Erbe unter seinen Söhnen aufgeteilt wurde, fiel Kanth 1321 als Exklave an das neu geschaffene Herzogtum Münsterberg, dessen erster Herzog Bolko II. war. Er unterstellte sein Herzogtum 1336 als ein Erblehen an die Krone Böhmen. Bolkos II. verschuldeter Enkel Bolko III. verkaufte Kanth mit dem zugehörigen Weichbild 1379 dem Herzog Konrad II. von Oels, der es mit seinem Herzogtum Oels verband. Dessen Bruder, der Breslauer Bischof Konrad von Oels, an den das Weichbild Kanth als väterliches Erbe gefallen war, verkaufte es 1419 dem Breslauer Domkapitel. Allerdings verzichtete dessen jüngster Bruder Herzog Konrad X. erst 1474 endgültig auf Kanth. Erst danach erhielten es Bischof und Domkapitel als Eigentum. Dadurch wurde das Weichbild Kanth ein bischöflicher Halt. Nachfolgend diente die Kanther Burg, die 1475 wiederhergestellt wurde, als Sitz des Hauptmanns des bischöflichen Landesherrn. Dadurch breitete sich die Reformation in Kanth nur gering aus.
Nach dem Ersten Schlesischen Krieg fiel Kanth mit dem größten Teil Schlesiens an Preußen. Nach der Säkularisation des bischöflichen Halts Kanth 1810 wurde Kanth 1816 dem Landkreis Neumarkt eingegliedert. Ein wirtschaftlicher Aufschwung erfolgte durch das Töpferhandwerk, das 1816 22 Meister beschäftigte sowie 1843 durch den Eisenbahnanschluss an der Strecke Breslau–Freiburg. 1820 und 1866/56 wurde die Stadtbefestigung abgetragen, so dass das Stadtgebiet erweitert werden konnte.
1930 wurde die Schreibweise von „Canth“ in „Kanth“ geändert, das 1932 dem Landkreis Breslau eingegliedert wurde, mit dem es bis 1945 verbunden blieb. 1936 erhielt die Stadt Anschluss an die Reichsautobahn Breslau–Liegnitz. Gegen Ende des Zweiten Weltkrieges wurde die Stadt am 8. Februar 1945 von der Roten Armee besetzt. Wegen der Nähe zur Festung Breslau, die erst am 7. Mai aufgegeben wurde, blieb vor allem der Ostteil der Stadtgemeinde im Frontgebiet und hatte dementsprechende Zerstörungen vorzuweisen.
Nach Ende des Zweiten Weltkriegs wurde  Kanth 1945 von der sowjetischen Besatzungsmacht zusammen mit fast ganz Schlesien unter polnische Verwaltung gestellt und erhielt zunächst den polnischen Ortsnamen Kąty,  der zur Unterscheidung von gleichlautenden Ortsbezeichnungen später um den Zusatz Wrocławskie erweitert wurde. Die deutsche Bevölkerung wurde, soweit sie nicht schon vorher geflohen war, 1945/46 von der örtlichen polnischen Verwaltungsbehörde vertrieben. Noch während der letzten Kriegstage waren in Kanth erste polnische Neusiedler, auch ehemalige Zwangsarbeiter eingetroffen. Später folgten vor allem  Zwangsumgesiedelte aus Ostpolen, das an die Sowjetunion.
In der Nachkriegszeit nahm die Bevölkerung von Kąty Wrocławskie wegen der Nähe zu Breslau stark zu. Nach der politischen Wende in Polen 1989 investierten viele ausländische Firmen, wie Scania, in der Gemeinde, die vor allem von der Nähe zum Wirtschafts- und Hochschulstandort Breslau sowie dem Anschluss an die Autobahn A4 und der Nähe zum Flughafen Breslau profitieren. Für neue Investitionen stellte die Gemeinde deshalb eine Fläche von 700 Hektar zur Verfügung.

## Sehenswürdigkeiten

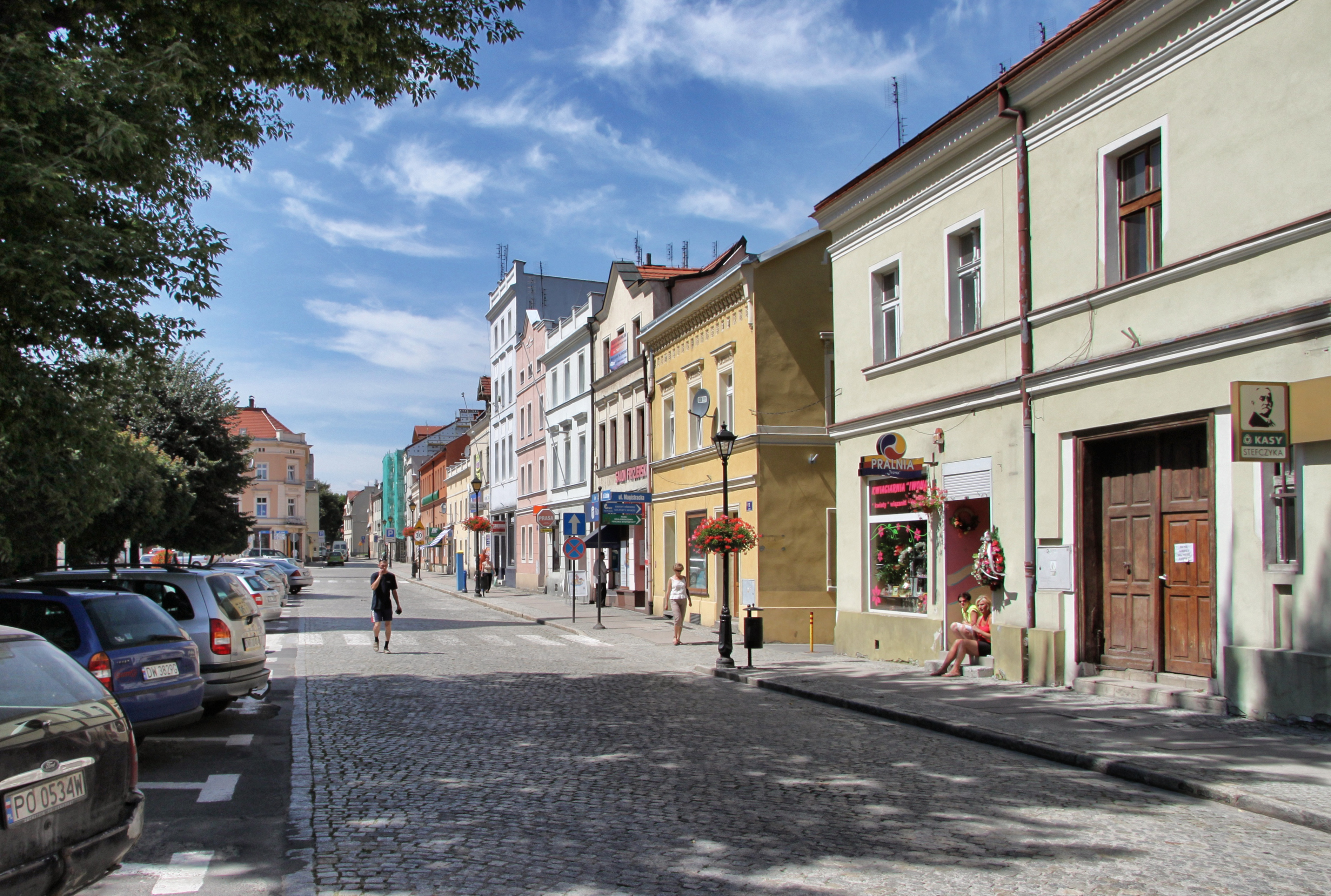
Bebauung am Ring (Marktplatz)

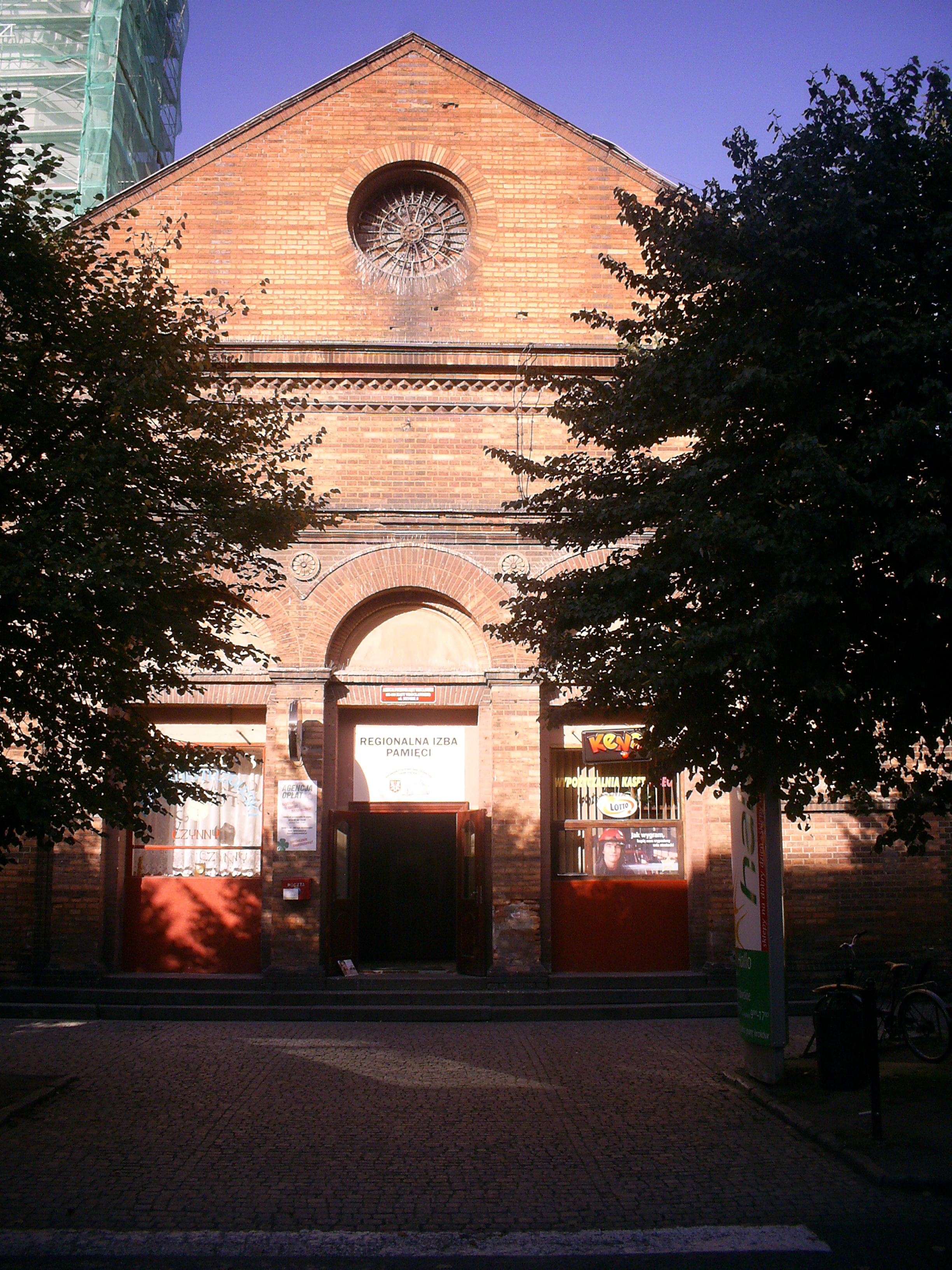
Ehemals evangelische Kirche

- Die Stadtpfarrkirche St. Peter und Paul wurde im Jahre 1302 erstmals erwähnt und an deren Stelle im 15. Jahrhundert ein backsteingotischer Bau errichtet. In dieser Form blieb der Chor größtenteils erhalten. Um 1500 wurden das dreischiffige Hallenlanghaus samt Sterngewölbe sowie der Turm ausgeführt. Es folgte ein Umbau im Jahre 1520, der die Kirche mit einer Sakristei sowie einer Kapelle an der Südwand ausstattete. Von 1825 bis 1827 erfolgten Umgestaltungen nach Entwurf des Breslauer Architekten Julius Schulze, bei denen eine zweite Kapelle im Norden entstand und der aufgestockte Turm seinen heutigen Helm im Renaissancestil erhielt. In der zweiten Hälfte des 19. Jahrhunderts erhielt die Kirche eine neugotische Innenausstattung. Den architektonischen Hauptaltar schuf der Breslauer Kunstschreiner Carl Buhl, von dem auch der Ecce-Homo-Altar stammt. Zur älteren Ausstattung gehören eine Madonnenstatue mit Jesuskind von 1410 im neugotischen Marienaltar sowie Figuren des hl. Johannes des Täufers und der Muttergottes aus der Zeit um 1480. Sie wurden 1937 aus Paschwitz hierher verbracht. Um die Wende des 15. zum 16. Jahrhundert wurden ein Kruzifix und ein Sakramentshaus geschaffen. Aus der Renaissance stammt ein Bild der Pietà. Darüber hinaus finden sich noch einige Barockstatuen, die in die neugotischen Altäre eingebaut wurden.
- Die ehemalige Evangelische Kirche wurde 1833–36 nach Entwurf von Karl Friedrich Schinkel errichtet. Der schlichte klassizistische Saalbau entstand im Rundbogenstil auf rechteckigem Grundriss. Die wechselnden Backsteinfarben, der Eingang mit drei Rundbögen und die vier Fensterachsen gliedern das Gebäude. Nach 1945 wurden die Innenraumausstattung und die Fassadendekoration entfernt und die Kirche 1972 zu einem Geschäft umgebaut.
- Inmitten des Rings steht das Neue Rathaus. Es wurde 1878 im Stil der Neorenaissance an der Stelle eines beim Stadtbrand von 1624 vernichteten Vorgängerbaus errichtet. Dessen 40 m hohe Rathausturm von 1613 blieb erhalten und wurde im Zuge der Neuerbauung des Rathauses an dessen neues Erscheinungsbild angepasst.

### Bevölkerungsentwicklung
| Einwohnerzahlen der Stadt nach dem jeweiligen Gebietsstand   | Einwohnerzahlen der Stadt nach dem jeweiligen Gebietsstand | Einwohnerzahlen der Stadt nach dem jeweiligen Gebietsstand | Einwohnerzahlen der Stadt nach dem jeweiligen Gebietsstand | Einwohnerzahlen der Stadt nach dem jeweiligen Gebietsstand |
| ------------------------------------------------------------ | ---------------------------------------------------------- | ---------------------------------------------------------- | ---------------------------------------------------------- | ---------------------------------------------------------- |
| Jahr                                                         |                                                            |                                                            |                                                            | Einwohner                                                  |
| 1844                                                         | 1844                                                       |                                                            | 1.691                                                      | 1.691                                                      |
| 1875                                                         | 1875                                                       |                                                            | 2.594                                                      | 2.594                                                      |
| 1880                                                         | 1880                                                       |                                                            | 2.951                                                      | 2.951                                                      |
| 1885                                                         | 1885                                                       |                                                            | 2.863                                                      | 2.863                                                      |
| 1890                                                         | 1890                                                       |                                                            | 2.875                                                      | 2.875                                                      |
| 1910                                                         | 1910                                                       |                                                            | 3.013                                                      | 3.013                                                      |
| 1925                                                         | 1925                                                       |                                                            | 2.977                                                      | 2.977                                                      |
| 1933                                                         | 1933                                                       |                                                            | 3.324                                                      | 3.324                                                      |
| 1939                                                         | 1939                                                       |                                                            | 3.580                                                      | 3.580                                                      |
| 1969                                                         | 1969                                                       |                                                            | 3.885                                                      | 3.885                                                      |
| 1980                                                         | 1980                                                       |                                                            | 4.500                                                      | 4.500                                                      |
| 1998                                                         | 1998                                                       |                                                            | 5.200                                                      | 5.200                                                      |
| 2004                                                         | 2004                                                       |                                                            | 5.390                                                      | 5.390                                                      |
| 2013                                                         | 2013                                                       |                                                            | 6.422                                                      | 6.422                                                      |
| 1890: Davon 1135 Evangelische, 1739 Katholiken und elf Juden |                                                            |                                                            |                                                            |                                                            |

## Gemeinde
Die Stadt- und Landgemeinde Kąty Wrocławskie hat mehr als 23.000 Einwohner.
siehe: 

### Gemeindepartnerschaften
Die Gemeinde Kąty Wrocławskie unterhält mit folgenden Orten Partnerschaften:
- Biblis (Hessen) seit dem 29. Juni 2003
- Żerków (Woiwodschaft Großpolen) seit dem 2. Mai 2005

## Persönlichkeiten
- Paul Weber (1881–1963), deutscher römisch-katholischer Priester und Dompropst von St. Hedwig in Berlin
- Hans-Joachim Bernhard (1929–2008), deutscher Germanist, Literarhistoriker und Hochschullehrer
- Dorothea Walda (1931–2016), deutsche Schauspielerin